# Баєров
Баєров (словац. Bajerov) — село, громада в окрузі Пряшів, Пряшівський край, Словаччина. Розташоване в центральній частині східної Словаччини, у південній частині Шариської височини в долині Квачанського потока.
Уперше згадується 1332 року.
У селі є римо-католицький костел святого Михаїла Архангела з 1826 року в стилі класицизму на місці старішого дерев'яного. Уперше костел у кадастрі села згадується 1517 року.

## Населення
| Рік:            | 1994. | 2004.   | 2014.   | 2024.    |
| --------------- | ----- | ------- | ------- | -------- |
| Кількість осіб: | 427   | 439     | 457     | 409      |
| Різниця:        |       | +2,81 % | +4,10 % | -10,50 % |

| Рік:            | 2023. | 2024.   |
| --------------- | ----- | ------- |
| Кількість осіб: | 415   | 409     |
| Різниця:        |       | -1,44 % |

У селі проживає 441 особа.